# La Plagne
La Plagne is een groot wintersportgebied in de Franse Alpen, meer bepaald in de Tarentaisevallei in het departement Savoie. Het wintersportgebied opende in 1961 en werd in 2003 verenigd met het naburige gebied Les Arcs onder de naam Paradiski, een van 's werelds grootste skigebieden. Beide domeinen zijn eigendom van Compagnie des Alpes. La Plagne is 's werelds meest bezochte skigebied, met zo'n 2,5 miljoen bezoekers per jaar.

## Geschiedenis

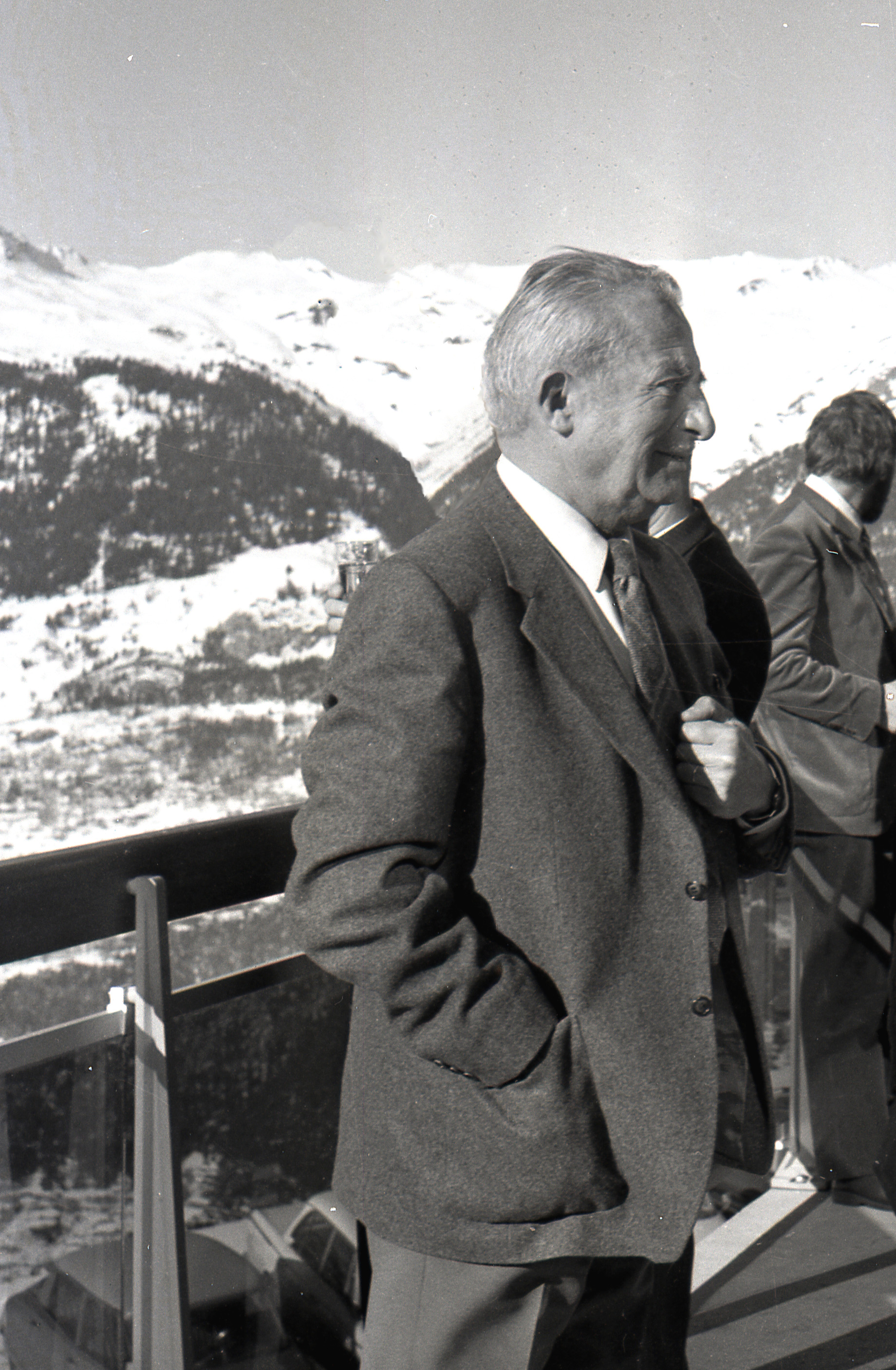
Pierre Borrione nam in 1959, als burgemeester van Aime, de beslissing om La Plagne te ontwikkelen.

La Plagne was het geesteskind van Pierre Borrione, de burgemeester van Aime. In 1959 nam de gemeente de beslissing om een skioord op te richten en in 1960 ging Aime daarvoor de samenwerking aan met de gemeenten Bellentre, Longefoy en Macôt. Samen hoopten ze hiermee een antwoord te bieden op de sterk achteruitgaande land- en mijnbouw en de bevolkingsafname die daarmee gepaard ging. Het Syndicat Intercommunal de La Grande Plagne ging in het voorjaar van 1961 aan de slag met de infrastructuurwerken. Nadat de oorspronkelijke bouwpromotor failliet ging, stelde ingenieur Maurice Michaud, die het project op de voet volgde, voor om een nieuwe aan te stellen, Robert Legoux. Zijn twee ondernemingen gingen op hun beurt in zee met de modernistische architect Michel Bezançon. Zijn ontwerpen zouden voorbeelden worden van de 'derde generatie' skidorpen: volledig nieuwe dorpen.
La Plagne opende op 24 december 1961 met twee sleepliftjes en vier pistes. Het skigebied ontleende zijn naam aan een plaatsaanduiding voor 'plateau', die al te zien is op stafkaarten uit 1855-1866. Het groeide snel uit tot een bekend en populair skigebied, daarbij in de eerste jaren geholpen door voormalig skikampioen Émile Allais.
La Plagne bestond in eerste instantie uit het huidige Plagne Centre, maar werd later uitgebreid met de nieuwe dorpen Aime-La Plagne (1969), Plagne Villages (1972), Plagne Bellecôte (1974), Les Coches (1980), Montalbert (1980), Belle Plagne (1981), Plagne 1800 (1982) en Plagne Soleil (1990).

## Sport

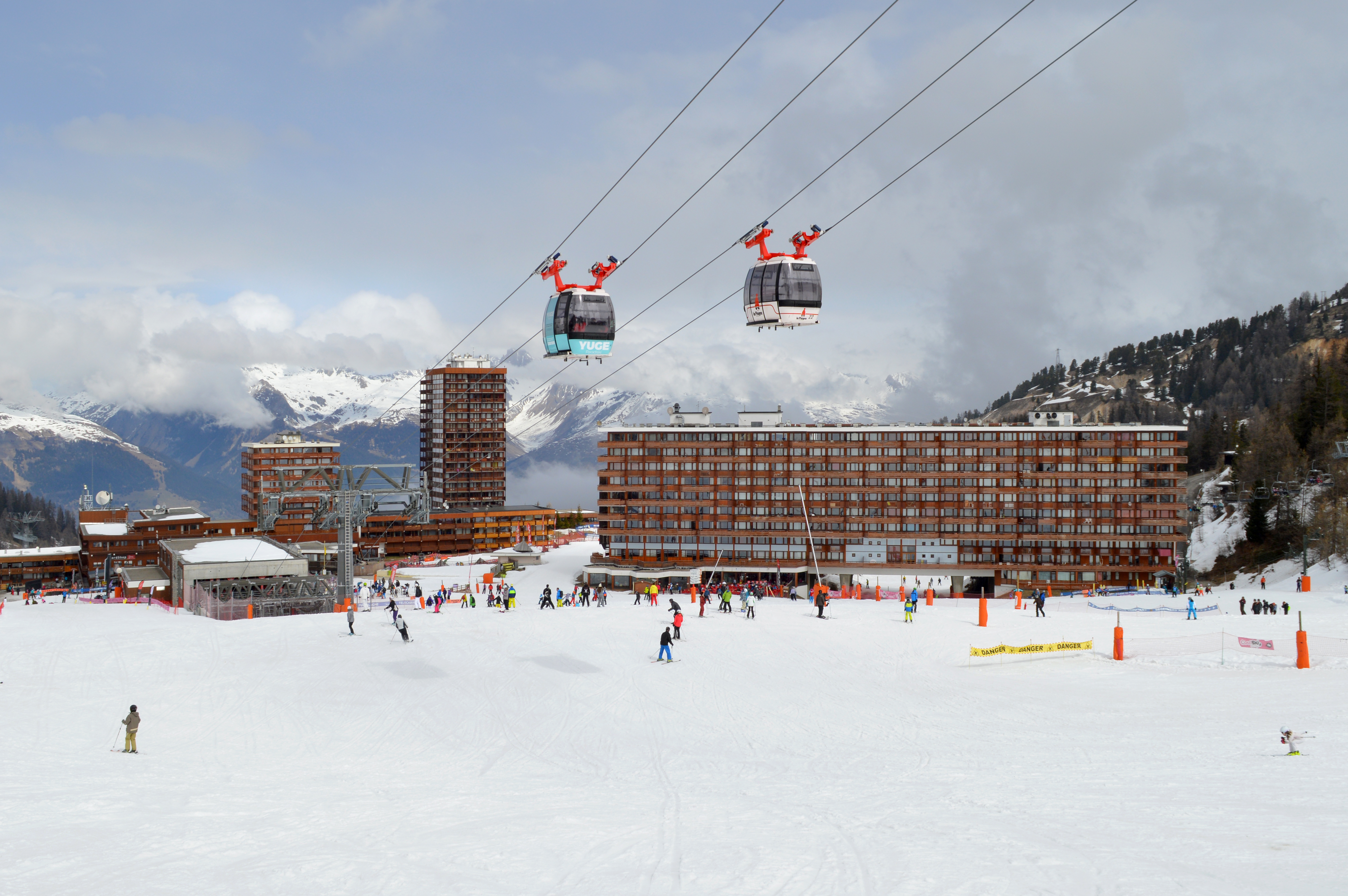
Plagne Centre

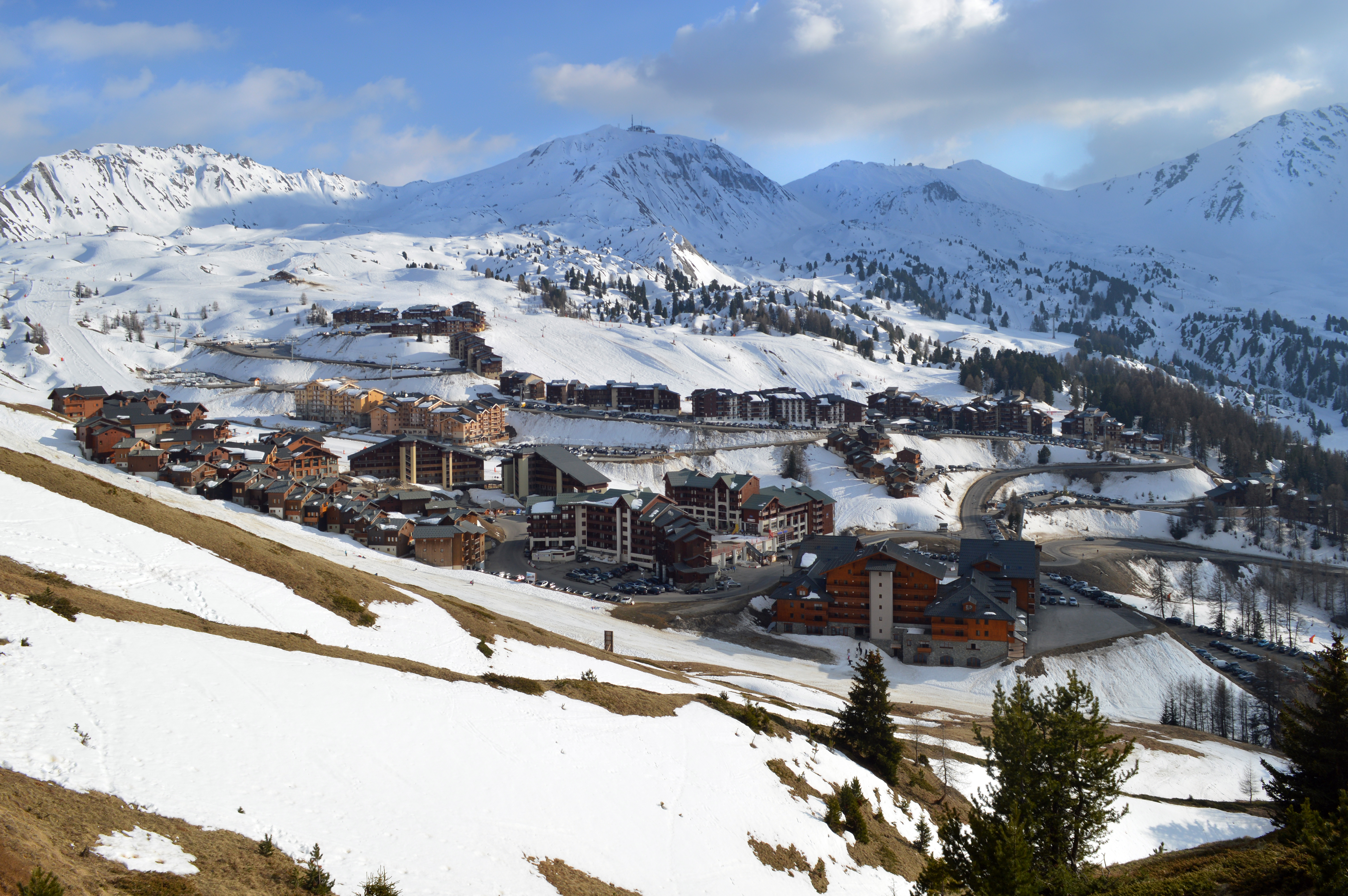
Plagne Soleil (voorgrond) en Plagne Villages

Voor de Olympische Winterspelen van 1992 in Albertville werd een bobslee-, rodel- en skeletonbaan aangelegd. De werken begonnen in 1988 en werden in december 1990 voltooid. Na de Winterspelen vond er het wereldkampioenschap skeleton van 1993 plaats. De baan zal gerenoveerd en opnieuw gebruikt worden voor de Olympische Winterspelen 2030.
In La Plagne vonden verschillende wieleretappes in de Ronde van Frankrijk plaats. Winnaars in La Plagne zijn:
- 1984 :  Laurent Fignon
- 1987 :  Laurent Fignon
- 1995 :  Alex Zülle
- 2002 :  Michael Boogerd
- 2025 :  Thymen Arensman

In de wielerkoers Critérium du Dauphiné was La Plagne één keer aankomstplaats van een etappe. Deze etappe werd gewonnen door:
- 2021 :  Mark Padoen

## Geografie
La Plagne grenst in het noordoosten aan Les Arcs, waarmee het door de kabelbaan Vanoise Express verbonden is. Ten zuiden van het skigebied liggen Les Trois Vallées, terwijl het skioord Tignes ten oosten van La Plagne ligt, aan de overzijde van de berg Bellecôte. Hiermee ligt La Plagne in het hart van het sterkst voor de wintersport ontwikkelde berggebied ter wereld.

### Dorpen
La Plagne bestaat uit verschillende dorpen, waarvan er sommige ouder zijn dan het skigebied en andere speciaal voor de wintersport werden aangelegd.
Dorpen in de vallei
- Champagny (1.250 m)
- Les Coches (1.450 m)
- Montalbert (1.350 m)
- Montchavin (1.250 m)

Skistations
- Belle Plagne (2.050 m)
- Plagne 1800 (1.800 m)
- Plagne Aime 2000 (2.100 m)
- Plagne Bellecôte (1.930 m)
- Plagne Centre (1.970 m)
- Plagne Soleil (2.050 m)
- Plagne Villages (2.050 m)

Tot 2016 bundelde het wintersportgebied dorpen en skistations in vier verschillende gemeentes: Aime-la-Plagne, Bellentre, Macôt en Champagny-en-Vanoise. Op 1 januari 2016 zijn Bellentre, Macôt-la-Plagne, La Côte-d'Aime en Valezan gefuseerd tot de nieuwe gemeente La Plagne Tarentaise.